# Edgar (Heroes)
Pour les articles homonymes, voir Edgar.
Edgar est un personnage de fiction de la série télévisée américaine Heroes (NBC), interprété par Ray Park, il est lanceur de couteaux dans le cirque des frères Sullivan, il possède le pouvoir de super vitesse (plus de 1000km/h selon Noah Bennet)